# HD DVD
HD DVD (англ. High Definition DVD — DVD високої чіткості) — технологія запису від компанії Toshiba (в співдружності з компаніями NEC і Sanyo). Технологія HD DVD подібна до технології Blu-ray Disc, що також використовує диски стандартного розміру (120 міліметрів у діаметрі) і синій лазер із довжиною хвилі 405 нанометрів (точніше фіолетовий, бо 405 nm — це фіолетовий край спектру). До альянсу HD DVD приєдналися Microsoft та Intel, і навіть можлива неексклюзивна підтримка трьох основних кіностудій: Paramount Pictures, Universal Studios і Warner Bros. Toshiba анонсувала перший продаж програвачів HD DVD на березень 2006 року за ціною $499 і $799. Також Microsoft анонсував зовнішній HD DVD привід для ігрової приставки Xbox 360.

## Огляд
Одношаровий HD DVD має ємність 15 ГБ, двошаровий — 30 ГБ. Toshiba також анонсувала тришаровий диск, який зберігатиме 45 ГБ даних. Це менше, ніж ємність основного суперника Blu-ray Disc, що підтримує 25 ГБ на одному шарі та 128 ГБ на чотирьох шарах. Обидва формати зворотно сумісні з DVD і обидва користуються одними й тими ж методиками стиснення відео: MPEG-2, Video Codec 1 (VC1, виходить з формату Windows Media 9) і H.264/MPEG-4 AVC. HD DVD часто неправильно пишеться «HD-DVD», оскільки люди сприймають цю назву аналогічно з попереднім поколінням — «DVD-R/RW».
| Параметр                      | CD   | DVD         | Blu-ray Disc | HD DVD    |
| ----------------------------- | ---- | ----------- | ------------ | --------- |
| Кількість сторін              | 1    | 1 або 2     | 1 або 2      | 1 або 2   |
| Кількість шарів               | 1    | 1 або 2     | 1 або 2      | 1 або 2   |
| Ємність (Гбайт)               | 0.68 | 4.7 або 9.4 | 25 або 50    | 15 або 30 |
| Відстань між доріжками (мкм)  | 1,60 | 0,74        | 0,32         | 0,40      |
| Мінімальна довжина піта (мкм) | 0,83 | 0,41        | 0,149        | 0,204     |
| Довжина хвилі лазера (нм)     | 780  | 650         | 405          | 405       |
| Числова апертура              | 0,45 | 0,60        | 0,85         | 0,60      |
| Лінійна швидкість (мс)        | 1,30 | 3,49        | 7,36         | 5,60      |
| Модуляція                     | EFM  | Від 8 до 16 | 17PP         | ETM       |
| Швидкість передачі (Мбітс)    | НД   | 11,1        | 54           | 36        |

## AASC
Останнім часом[коли?] криптоключ HD DVD (09-f9-11-02-9d-74-e3-5b-d8-41-56-c5-63-56-88~c0) викликав чималі суперечки поміж MPAA та світовою Інтернет-спільнотою.